# Catumbela

Catumbela é um município e cidade angolana que se localiza na província de Benguela, tendo, de acordo com o censo de 2014, uma população de 167 625 habitantes.
Até 5 de outubro de 2011 Catumbela era uma das comunas do município de Benguela, com fragmentos territoriais também pertencentes ao município de Lobito, tendo, depois da referida data, ascendido à categoria de município.
Forma, juntamente com as cidades de Baía Farta, Benguela e Lobito, a Região Metropolitana de Benguela, uma área de forte conurbação e ligação de serviços urbanos.
O município é constituído pela comuna-sede, correspondente à cidade de Catumbela, e pelas comunas de Gama, Biópio e Praia Bebe.

## Etimologia
O termo Catumbela originou-se a partir de um soba cujo nome é  Quitumbela, que tinha sua ombala (cidade-capital) assentada à beira de um rio. Este rio é o Catumbela, que atravessa a área central da localidade que recebeu seu nome.

## História

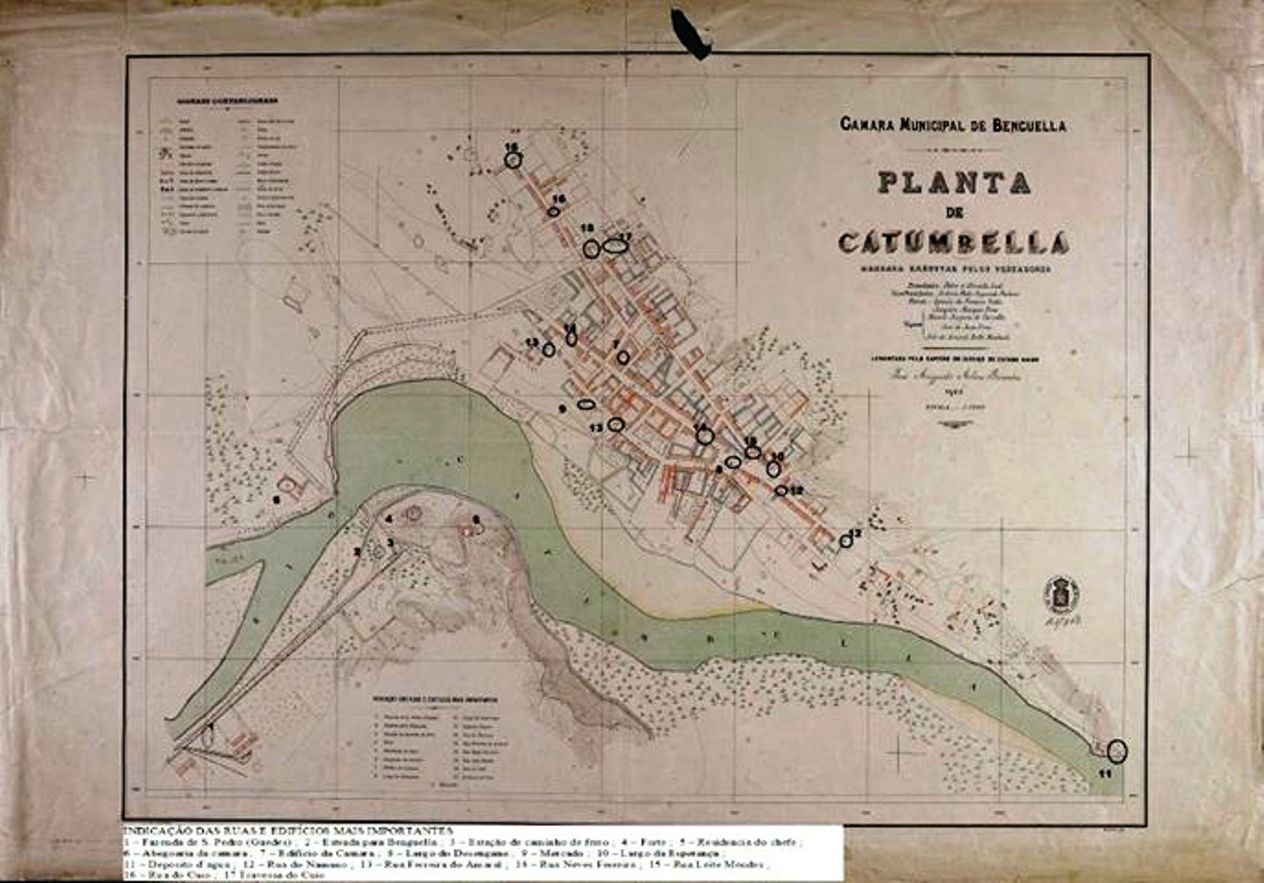
Planta topográfica da vila da Catumbela, em 1900.

Antes da fundação existiam povos nesta localidade, que dedicavam-se a agricultura, relativamente ao cultivo do milho, feijão, abóbora, batata-doce, cana sacarina, e outros produtos agrícolas e  à criação de gado.
A fundação da Vila da Catumbela data-se em 1836, por ordem de D. Maria II, rainha de Portugal, como colônia agrícola.
Em 1846 foi construída a Fortaleza da Catumbela (Reducto de São Pedro), que hoje é um monumento histórico.
Entre os anos 1856 e 1864, começaram a surgir as primeiras fazendas, como São Pedro, Fazenda Maravilha do Cassequel, Fazenda do Lembeti, e ambas exerciam actividades relacionadas ao cultivo do algodão e mais tarde cana sacarina para o fabrico de aguardente.
Em 1883 iniciou-se a construção da estrada que liga Benguela e Catumbela, que foi concluída em 1889, e; ainda em 1889, foi o ano em que construiu-se o actual cemitério, por José Lourenço Ferreira.

### Primeira ponte sobre o rio Catumbela
A primeira ponte sobre o rio Catumbela tinha o nome de "Gomes Coelho", que inaugurou-se em 16 de outubro de 1887, mas que anos depois destruiu por si devido a corrosão. Mais tarde começou-se a construção de uma nova e 2ª ponte em estrutura metálica, nomeado "D. Luís Filipe", inaugurada em 21 de março de 1905 por António Ramada.

### Ferrovia e ascendência à vila

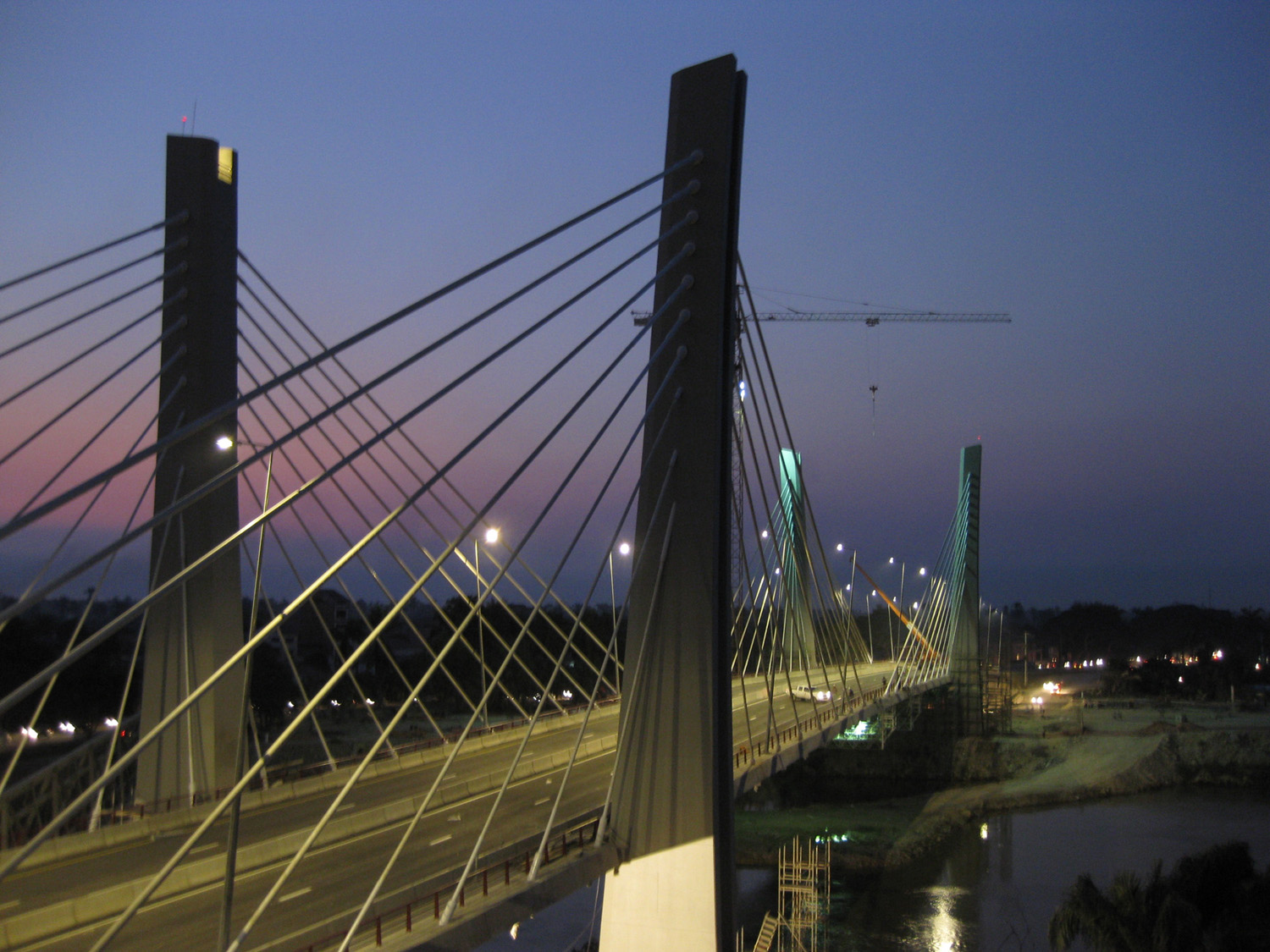
Ponte 4 de Abril sobre o rio Catumbela, no centro geográfico da cidade, em 2009.

A localidade ganhou certo dinamismo após o início das obras do Caminho de Ferro de Benguela, que teve seu primeiro trecho operacional, ligando o Lobito à Catumbela, aberto em 1905, graças a chegada ao porto do Lobito da primeira locomotiva, a nº 01, em novembro de 1904, vinda de uma metalúrgica de Leeds, no Reino Unido.
Em 5 de junho de 1905, a Catumbela foi elevada à categoria de vila, e foi no mesmo ano em que fundou-se várias associações e órgãos de administração pública.

### Elevação à município
Em 5 de outubro de 2011 um ato do executivo angolano tornou Catumbela um município, já que até então era uma das comunas do município de Benguela, com fragmentos territoriais também pertencentes ao município de Lobito.

## Infraestrutura
Esta localidade é atravessada pela rodovia EN-100, sendo também servida por uma estação do Caminho de Ferro de Benguela e pelo Aeroporto Internacional da Catumbela.
Possui quatro pontes sobre o rio Catumbela, sendo que a mais nova e moderna é a Ponte 4 de Abril.